# 德山女子短期大学
德山女子短期大学（日语：／ Tokuyama Joshi Tanki Daigaku *），简称德短或德女，是过去一所位于日本山口县德山市的私立短期大学。

## 概要

### 简介
- 短期大学为于1987年开办、由学校法人德山教育财团经营。招生到2002年、停办于2004年[1]。

### 历史
- 1987年 德山女子短期大学成立并同时设置经营信息学科。招収100个女学生。
- 1990年 增加为招収150个人。
- 2002年 最后一年招生、次年停止招生（正式停办于2004年11月2日[1]）。

### 宪章
- 请参看德山女子短期大学的标志 （页面存档备份，存于） （日語） 2015年1月18日阅览。

## 学校环境
- 校区：在了山口县德山市[注 1]

## 历任校长
- 高村坂彦：第一代短期大学校长[2]。

## 组织

### 学科
- 经营信息学科

### 专科
| - 没有 |

### 业余课程
| - 没有 |

## 知名校友
- 田中亚弥：播音员
- 原田かおり：播音员

## 相关链接
- 日本短期大学列表